# Nowa Sól
Nowa Sól (Duits: Neusalz an der Oder) is een stad in het Poolse woiwodschap Lebus, gelegen in de powiat Nowosolski. De oppervlakte bedraagt 21,56 km², het inwonertal 40.616 (2005). Een partnerstad van Nowa Sól is de Duitse stad Achim.